# 張榮味
張榮味 （1957年7月10日—），臺灣雲林縣政治人物，中國國民黨籍。雲林張派開創者，曾任台灣省商業總會理事長、雲林縣縣長、雲林縣議會議長、議員、2004年總統選舉國民黨候選人連戰、宋楚瑜雲林縣競選總部主任委員。
其為首位無黨籍雲林縣縣長，2018年7月4日，因縣長任內林內焚化爐弊案中收受承包商及環保公司賄賂三千萬元，遭最高法院判徒刑八年、褫奪公權四年定讞。7月10日，入雲林第二監獄服刑。2021年5月31日，假釋出獄。

## 從政經歷
張榮味在雲林縣的基層實力雄厚，1990年初次從政，參選雲林縣議會議員便高票當選，並當選議長。
1991年8月，張榮味與時任中國國民黨籍雲林縣縣長廖泉裕主動拜會台塑企業，並發起萬人遊行歡迎六輕，在雲林縣政府與雲林縣議會的強力支持下，六輕最後還是落腳雲林縣麥寮鄉，但六輕每年上繳中央四百多億的稅金，雲林縣只分得約四億，從稅收來看，六輕對麥寮鄉的財政貢獻，在1999年僅佔約8%，到2008年已成長到71％。若以民國105年度為例，六輕就貢獻給麥寮鄉地價稅8千5百萬元（超過9成比例），以及房屋稅2.15億元。再加上約3.4億元的敦親睦鄰專款（電費補助）預算等，六輕繳納的金額已超過麥寮鄉公所年度總預算7.7億元的8成以上。
1994年，連任雲林縣議員及議長。
1997年，首次參選雲林縣縣長，以3,000票之差，敗給國民黨推派的候選人蘇文雄。
1998年，以雲林縣第三選舉區第一高票當選議員。

### 雲林縣縣長
1999年8月，時任雲林縣縣長蘇文雄肝癌辭世，張榮味在同年11月6日舉行的縣長補選中退出國民黨，以無黨籍身分參選勝出，並在2001年縣長選舉時連任，彼時的施政受到好評。
2004年8月尚在縣長任內時，因林內焚化爐弊案停職，由時任副縣長張清良代行職務。但仍任2004年總統選舉國民黨正副總統候選人連戰、宋楚瑜雲林縣競選總部主任委員。
2005年，張榮味因1994年時參選雲林縣議長之賄選案三審有罪定讞而被解除職務，副縣長張清良隨同離職。

## 近年活動
2014年11月底，雲林張派推出的張麗善參選縣長落敗，張榮味決定營運廿四年的青埔服務處熄燈，其女時任立法委員張嘉郡當時也宣佈退選區域立委，為雲林政壇投下震撼彈。但隔年4月張嘉郡仍接受國民黨徵召，2015年8月10日再次宣布退選立委，改徵召張榮味之子張鎔麒參選區域立委、其妹張麗善則名列不分區安全名單，張榮味並公開表態支持國民黨總統候選人朱立倫。
2016年，張派取得臺北農產運銷公司常務董事半數席次。

## 政策立場
前雲林縣縣長蘇文雄臨終前一直放不下心的國立台灣大學虎尾分校校地案，由於張榮味出面溝通，軍方已經正式與縣府簽約，決定無償提供，也解決六輕隔離水道的問題，縣長任內政績，包括畫定高鐵特區、興建北港觀光大橋、斗六棒球場等。
許多歷任縣長無法解決的問題，到了張榮味手上幾乎都迎刃而解。除台大校地案外，為了六輕隔離水道的問題，延宕十七年的中國醫藥學院北港校地案，在張榮味出面斡旋之後，北港朝天宮董事長曾蔡美佐及中國醫藥學院董事會都同意在縣府都市計畫變更的配合下簽訂協議。
就連在許文志擔任縣長時代向中央要求撥款三億元興建的台西海園，到了廖泉裕任內，因為遭盜採砂石而荒廢，這個堪稱「弊端」的瘡疤，沒想到張榮味也重新規畫，打算由劍湖山世界開發為休閒海水浴場。
另外，雲林山區通往劍湖山、華山的道路，已經歷任三屆縣長，都因為其中一戶人家不願意配合土地徵收而始終無法開發，後來張榮味一出面，這戶三任縣長搞不定的居民答應搬遷，通往華山的道路立刻打通。現在，整個華山地區配合劍湖山、梅山風景區，已經成為雲林相當重要的觀光資源，不但有「台灣本土咖啡」、「華山茶」，還有休閒農場、果園。
不過，六輕每年上繳中央四百多億的稅金，雲林縣只分得約四億。

## 爭議

### 林內焚化爐弊案
案由為達和公司為取得林內鄉焚化爐開發經營權，事前規劃7,000萬元公關費，再與另一家負責焚化爐土地開發的旭鼎簽，將此項費用列入土地款中，其中3,000萬元透過旭鼎負責人徐治國涉嫌行賄時任縣長張榮味，匯1,000萬元至呂昆展在美國帳戶，張榮味被依貪污罪判處8年有期徒刑，褫奪公權4年，全案定讞。

### 特權施打疫苗
2021年6月日，張榮味遭爆料已先施打疫苗，但其非中央疫情指揮中心所公告之第一、二順位之施打對象，也無醫療人員相關背景，被外界質疑是否是因爲妹妹為雲林縣長而動用特權施打疫苗。對此雲林縣長張麗善表示：「自己是地方疫情指揮官，她與哥哥張榮味住前後院，自然相處時間多，有時也會一起用膳，所以符合中央及地方政府防疫人員及高接觸風險第一線工作人員等實施計畫，第1類至第3類對象之同住者公費接種疫苗對象。」。然而許多人仍舊質疑同住對象實際上非疫苗施打對象，使否是濫用特權仍有待查證。
2022年8月，雲林地檢署經近一年調查後，確認張榮味是被造冊列入胞妹、雲林縣縣長張麗善的同住家人施打名單，符合指揮中心指引並無不法，今年5月低調簽結。

### 家族投資失利
2020年，張榮味家族投資逾億欲入駐聯合光纖通信，經過2年的股東會糾纏仍無法成功掌握聯光通。2022年6月，台灣鋼鐵集團突然搶進，聯光通以法人董事改派法人代表為由，將台鋼集團人馬暗插進聯光通，成為實際掌權者，使張榮味耗資上億元的投資付諸東流。

## 選舉紀錄
| 年度 | 選舉屆數               | 選舉區           | 所屬政黨   | 得票數  | 得票率 | 當選標記 | 備註 |
| ---- | ---------------------- | ---------------- | ---------- | ------- | ------ | -------- | ---- |
| 1990 | 第十二屆雲林縣議員選舉 | 雲林縣第三選舉區 | 無黨籍     |         |        |          |      |
| 1994 | 第十三屆雲林縣議員選舉 | 雲林縣第三選舉區 | 無黨籍     |         |        |          |      |
| 1997 | 第十三屆雲林縣縣長選舉 | 雲林縣           | 無黨籍     | 122,166 | 34.04% |          |      |
| 1998 | 第十四屆雲林縣議員選舉 | 雲林縣第三選舉區 | 無黨籍     | 10,799  | 14.43% |          |      |
| 1999 | 第十三屆雲林縣縣長補選 | 雲林縣           | 無黨籍     | 137,106 | 37.60% |          |      |
| 2001 | 第十四屆雲林縣縣長選舉 | 雲林縣           | 中國國民黨 | 205,500 | 61.53% |          |      |

## 家族
- 張麗善：其胞妹，中國國民黨籍，現任雲林縣縣長。
- 張嘉郡：其女兒，中國國民黨籍，現任立法委員。
- 張鎔麒：其兒子，中國國民黨籍，曾參選立法委員。
- 張怡郡：其女兒。
- 王月霞：其前妻，2012年離婚。
- 張永成：其妹婿，現任中華民國農會（全國農會）總幹事。
- 張啟盟：其胞弟，擔任台灣區農業合作社全國聯合社理事主席。
- 張啟庭：其胞弟，雲林祖傳殯儀業接班人，現任國濟禮儀公司董事長。

## 外部連結
- 張榮味的Facebook專頁

| 中華民國政府職務                   | 中華民國政府職務                                        | 中華民國政府職務                   |
| ---------------------------------- | ------------------------------------------------------- | ---------------------------------- |
| 雲林縣政府                         |                                                         |                                    |
| 前任： 李學聰（代理） 正任：蘇文雄 | 雲林縣縣長 第十三、十四屆 1999年11月16日－2005年3月22日 | 繼任： 李進勇（代理） 正任：蘇治芬 |